# Лопъю (приток Нившеры)
Лопъю (устар. Лопью) — река в России, течет по территории Корткеросского района Республики Коми. Устье реки находится в 68 км от устья Нившеры по левому берегу. Длина реки составляет 58 км.

## Притоки
- 28 км: Нижний Соплесъёль
- 55 км: Речвож
- 58 км: Войвож
- 58 км: Сыввож

## Данные водного реестра
По данным государственного водного реестра России относится к Двинско-Печорскому бассейновому округу, водохозяйственный участок реки — Вычегда от истока до города Сыктывкар, речной подбассейн реки — Вычегда. Речной бассейн реки — Северная Двина.
Код объекта в государственном водном реестре — 03020200112103000016965.